# Морський гідрофізичний інститут НАН України
Морський гідрофізичний інститут Національної академії наук України — провідний український інститут із питань гідрофізики морського середовища розташований у Севастополі.
Після моменту окупації АР Крим у 2014 році підпорядкований Російській академії наук.

## Структура
Морський гідрофізичний інститут — один з найвідоміших у країні та у світі океанографічних науково-технічних комплексів, до якого входять:
- головний інститут у Севастополі (13 наукових департаментів),
- Відділення гідроакустики МГІ НАН України в Одесі (акустика моря),
- Експериментальне відділення МГІ НАН України у сел. Кацівелі (Крим) (регіональний полігон фізико-кліматичних та екологічних спостережень),
- Спеціальне конструкторсько-технологічне бюро МГІ в Севастополі (морське приладобудування),
- Науково-технічний центр використання ресурсів шельфу в Севастополі (НТЦ «Шельф») (марікультура, технічний та технологічний супровід та аналіз взаємодії в системі «господарчий об'єкт — морське середовище»),
- Науково-виробничий центр «ЕКОСІ-Гідрофізика» (видавнича діяльність).

В інституті працюють 447 співробітників, у числі яких 1 академік та 4 члени-кореспонденти НАН України, 26 докторів наук, 76 кандидатів наук.
Підготовка наукових кадрів здійснюється в МГІ через аспірантуру та докторантуру за спеціальностями: геофізика (фізика моря), океанологія та інформаційно-вимірювальні системи. Зі спеціальностей: геофізика (фізика моря) та океанологія на базі інституту функціонують спеціалізовані вчені ради по захисту докторських та кандидатських дисертацій з фізико-математичних та географічних наук.

## Історія
За ініціативою та під керівництвом академіка В. В. Шулейкіна на березі Чорного моря, у с. Кацівелі (Крим) була створена перша у світі стаціонарна морська гідрофізична станція, призначена для виконування систематичних досліджень процесів та явищ у прибережній зоні моря.
У 1948 р. в Москві на базі Чорноморської гідрофізичної станції АН СРСР та Морської гідрофізичної лабораторії (раніше відділ Інституту теоретичної геофізики АН СРСР) був створений Морський гідрофізичний інститут АН СРСР. Його директором — організатором та неформальним лідером став видатний учений-океанограф В. В. Шулейкін. Інститут досліджував теплові явища в океані, теплові взаємодії між океаном, атмосферою та материками, вплив океану на клімат та погоду. Результати цих та інших досліджень були узагальнені ним в унікальній за багатством представлених даних та викладених ідей монографії «Фізика моря», відзначеній Державної премією СРСР (1942 р.).
У серпні 1961 р. Морський гідрофізичний інститут був переданий до системи Академії наук УРСР, а в 1963 р. перебазований до Севастополя. Під керівництвом академіка АН України А. Г. Колесникова Інститут був практично заново відтворений у Севастополі та стрімко увійшов до радянської та світової еліти як визнаний авторитет у галузі досліджень фізичних процесів у морях та океанах, автоматизації океанографічних досліджень, морського наукового приладобудування. При цьому ставка була зроблена як на запрошення до м. Севастополя та Кацівелі відомих учених, так і на активне залучення до Інституту у Севастополь молодих наукових співробітників та фахівців.
Найвагомішим результатом цього періоду є відкриття, експериментальне та теоретичне дослідження у тропічній Атлантиці екваторіальної протитечії. Група вчених МГІ на чолі з директором інституту академіком АН УРСР А. Г. Колесниковим (С. Г. Богуславський, Г. Н. Григор'єв, Г. П. Пономаренко, А. С. Саркісян, О. І. Фельзенбаум, Н. К. Ханайченко) у 1970 р. відзначена Державною премією СРСР за цю багаторічну, надзвичайно актуальну на той час роботу, яка зберегла свою значущість дотепер.
З 1974 р. по 1985 р. директором МГІ був академік АН УРСР Б. О. Нелепо. За цей період зусиллями вчених МГІ були одержані фундаментальні результати у вивченні закономірностей формування клімату океану та його взаємодії з атмосферою, циркуляції вод тропічних регіонів, мезомасштабної та синоптичної мінливості гідрофізичних полів, їх тонкої структури, динаміки поверхневих і внутрішніх гравітаційних хвиль, а також у галузі гідрооптики, ізотопної та фізичної хімії моря. За цикл праць «Системні дослідження Тропічної Атлантики» співробітники МГІ Б. О. Нелепо, А. Г. Колесников, М. З. Хлистов, І. Є. Тимченко та О. О. Новоселов були відзначені Державною премією УРСР в 1979 р. Інтенсивно розвивалися роботи фізико-технічного профілю з метою створення нових вимірювальних та інформаційних систем. У ці роки були здійснені перші великомасштабні довгострокові експерименти з супутникової гідрофізики з використанням океанографічних ШСЗ, такі, що стали підґрунтям унікального за інформаційними можливостями наукового напряму. За цикл досліджень у галузі супутникової гідрофізики співробітники МГІ Б. О. Нелепо та Ю. В. Терьохін відзначені Державною премією СРСР в 1989 р.
З 1985 р. МГІ очолює академік НАН України В. М. Єремеєв. МГІ суттєво розширив спектр наукових досліджень еколого-океанографічного профілю, розгорнув масштабні роботи по вивиченню динаміки складних морських систем, моделюванню та контролю за їх станом та еволюцією, інформаційному і аналітичному супроводу та розвитку міждисциплінарного комплексного моніторингу океану. Відповідно до Міжурядової угоди в Ґвінейській Республіці Національною академією наук України, яку представляв Морський гідрофізичний інститут, був створений, а з 1983 по 1993 роки успішно функціонував у м. Конакрі спільний науково-дослідний центр для проведення досліджень у галузі океанографії, геліофізики та випробувань конструкційних матеріалів і виробів в умовах тропічного клімату. В 1993 р. зазначений центр був переданий у дар Гвінейській Республіці. Були інтенсифіковані комплексні дослідження по вивченню закономірностей функціонування складних динамічних систем у широкому діапазоні просторово-часових масштабів, фізичної та фізико-хімічної взаємодії водного середовища з атмосферою і донними відкладеннями, геобіохімічної динаміки сірководневих зон. За цикл праць цього напряму в 1989 р. вчені МГІ В. М. Єремеєв, О. О. Безбородов, Л. М. Іванов були удостоєні премії ім. В. І. Вернадського НАН України в галузі геології, геохімії, геофізики і гідрофізики.
Морський гідрофізичний інститут і його підрозділи нарівні з Інститутом біології південних морів НАН України і підрозділами ІБПМ НАН України послужили базовими організаціями для створення в 1999 р. Океанологічного центру НАН України, що об'єднав провідні морські колективи країни. Генеральним директором центру був призначений академік НАН України В. М. Єремеєв.

## Діяльність
В останні роки дослідження колективу МГІ зосереджені на комплексному вивченні Азово-Чорноморського басейну та окремих стратегічно важливих для України районів Світового океану. Метою цих робіт є створення наукових та технічних основ міждисциплінарного моніторингу, діагнозу і прогнозу стану морського середовища, глобальних та регіональних варіацій клімату, а також вирішення проблем раціонального використання природних ресурсів, запобігання та зниження рівня негативних наслідків антропогенного впливу на прибережні акваторії.
Вчені МГІ НАН України в рамках міжнародного наукового співробітництва беруть активну участь у розробці теорії, технологічних модулів та вимірювальних технічних засобів щодо формування глобальної універсальної системи спостережень за станом Чорного моря. Створені нові морські прилади, інформаційно-вимірювальні комплекси, сформовані бази та банки даних океанографічних параметрів Чорного моря та Світового океану, технологічні компоненти супутникового контролю океанографічних та геофізичних об'єктів. Праці вчених МГІ в останні роки в галузі динаміки морських систем (академіки НАН В. І. Беляєв і В. М. Єремеєв), фізичної океанографії (академік НАН України М. П. Булгаков, доктори наук С. Г. Богуславський, П. Д. Ломакін, А. Х. Дегтерьов), гідрофізики шельфу (член-кореспондент НАН України В. О. Іванов, доктор наук В. І. Власенко), теорії поверхневих і внутрішніх хвиль (член-кореспондент НАН України Л. В. Черкесов, доктори наук О. Є. Букатов, С. П. Доценко), супутникової океанології (доктори наук Г. К. Коротаєв, В. М. Кудрявцев, М. Є. Лі, В. О. Дулов), клімату морів і океанів (доктори наук В. В. Єфімов, М. А. Тимофеєв, О. Б. Полонський), циркуляції морів і океанів (доктори наук В. В. Книш, Н. Б. Шапіро, С. Г. Демишев, С. М. Булгаков), системного аналізу морського середовища (доктор наук І. Е. Тимченко), хімічної океанографії (доктор наук С. К. Коновалов), морських інформаційних систем і технологій (доктор наук О. М. Суворов), автоматизації гідрофізичних досліджень (доктори наук В. О. Райський, В. М. Кушнір), дрифтерних технологій дослідження морського середовища (доктор наук С. В. Мотижев) широко відомі як у нашій країні, так і за рубежем.
На базі МГІ працює Комісія з проблем Світового океану при Президії НАН України, яка здійснює координацію усіх фундаментальних океанологічних досліджень в Україні, а також Координаційна рада по створенню національної компоненти Глобальної системи спостережень Чорного моря.
В 1992–2002 роках інститут був ініціатором, учасником та головним виконавцем більш як 20 національних, відомчих та міжнародних програм та проектів, у тому числі по лінії ООН, ЮНЕСКО, Глобального фонду навколишнього середовища, ЄС, НАТО, Фонду цивільних досліджень США, міжнародного Українського науково-технічного центру та інших. Вченими МГІ НАН України за цей період отримано понад 40 індивідуальних та колективних грантів міжнародних наукових фондів, центрів та організацій.

## Наукові школи Інституту
- екологія та динаміка морських систем;
- екологічна безпека прибережної і шельфової зон і комплексне використання ресурсів шельфу;
- розвиток методів і засобів супутникової океанології;
- взаємодія океану й атмосфери, оцінка змін клімату;
- динаміка вимушених поверхневих і внутрішніх хвиль у морях і океанах;
- нові морські інформаційні системи і технології.

## Наукові досягнення світового рівня
- системи контролю стану морського середовища з використанням науково-дослідних суден, штучних супутників Землі, дрейфуючих буїв і океанографічних платформ;
- термогідродинамічні моделі діагнозу і прогнозу стану морського середовища, моделі морських екосистем;
- комплекси апаратури для вимірювання гідрофізичних, гідрохімічних та інших параметрів і контролю стану морського середовища;
- комплексні та спеціалізовані бази океанологічних даних для Чорного моря і окремих регіонів Світового океану, нові морські інформаційні системи і технології.

## Видавнича діяльність
«Морський гідрофізичний журнал»(рос.), що видається на базі Інституту, перевидається в Лондоні англійською мовою видавництвом «Kluwer Academic Publishers» та розповсюджується у більш як ста океанографічних центрах та бібліотеках світу. На базі МГІ видається періодичний збірник наукових праць «Екологічна безпека прибережної та шельфової зон і комплексне використання ресурсів шельфу», збірник наукових праць «Системы контроля окружающей среды»(рос.).